# Jesús Loroño
Jesús Loroño (ur. 10 stycznia 1926 w Larrabezúa; zm. 12 sierpnia 1998 w Larrabezúa) – hiszpański kolarz szosowy startujący wśród zawodowców w latach 1947–1962. Zwycięzca Vuelta a España (1957). Etapowy zwycięzca w Tour de France.

## Najważniejsze zwycięstwa
- 1947 - Subida al Naranco
- 1953 - etap w Tour de France
- 1957 - etap i klasyfikacja generalna Vuelta a España, Dookoła Katalonii
- 1958 - Dookoła Kraju Basków
- 1959 - Mistrzostwa Zurychu
- 1961 - Giro del Piemonte, Trofeo Matteotti